# Audrieu
Audrieu é uma comuna francesa na região administrativa da Normandia, no departamento Calvados. Estende-se por uma área de 11,27 km². Em 2010 a comuna tinha 1 097 habitantes (densidade: 97,3 hab./km²).